# Stratiomys singularior
Stratiomys singularior ist eine Fliege aus der Familie der Waffenfliegen (Stratiomyidae).

## Merkmale
Die Fliegen erreichen eine Körperlänge von 11 bis 13 Millimetern, wobei die Männchen deutlich kleiner als die Weibchen sind. Ihr Körper ist gedrungen gebaut, der Hinterleib der Weibchen ist verhältnismäßig breit. Der Kopf hat eine schwarze Grundfarbe, ist weißlich behaart und trägt auf der Stirn und am Scheitel je zwei gelbe Flecken. Das Schildchen (Scutellum) ist schwarz, sein Hinterrand ist gelb. Der Hinterleib ist rückenseitig schwarz und trägt eine Zeichnung mit gelben Flecken, die Bauchseite ist schwarz, nur die Hinterränder der Sternite sind gelb. Die Männchen haben lange behaarte Facettenaugen, bei denen die oberen Ommatidien deutlich größer sind als die unteren. Ihr Hinterleib ist schwach gelb gezeichnet und lang gelb behaart. 

## Vorkommen und Lebensweise
Die Art ist in West- und Südeuropa verbreitet. Man findet die Imagines im Sommer beim Besuch von Doldenblütlern.

## Belege